# Азиатская кинопремия (2009)
Третья церемония награждения Азиатской кинопремии (AFA) прошла 23 марта 2009 года рамках кинофестиваля в Гонконге. Были вручены награды лучшим азиатским картинам международного проката 2008 года.

## История
Номинанты были оглашены 21 января 2009 года.
В 2009 году специально для режиссёров-дебютантов добавлена номинация «Лучший дебютант».

### Жюри
- Мишель Йео (председатель)
- Пегги Цзяо Сюнбин — глава тайваньской премии Золотая лошадь
- Конг Ритди — таиландский корреспондент Variety.

## Список победителей и номинантов
| Категории                            | Победители и номинанты |
| ------------------------------------ | --- |
| Лучший фильм                         | «Навечно покоренная» / Forever Enthralled (Китай)                                                                                                  |
| Лучший фильм                         | «Рыбка Поньо на утёсе» / Ponyo on the Cliff by the Sea (Япония)                                                                                    |
| Лучший фильм                         | «Воины радуги» / The Rainbow Troops (Индонезия) |
| Лучший фильм                         | «Битва при Красных утёсах» / Red Cliff (Китай) |
| Лучший фильм                         | «Токийская соната» / Tokyo Sonata (Нидерланды / Япония / Гонконг)                                                                                  |
| Лучший фильм                         | «Хороший, плохой, долбанутый» / The Good, the Bad, the Weird (Южная Корея)                                                                         |
| Лучший режиссёр                      | Фэн Сяоган — «Нечестных прошу не беспокоить» / If you are the one (Китай)                                                                          |
| Лучший режиссёр                      | Ким Чжи Ун — «Хороший, плохой, долбанутый» / The Good, the bad, the Weird (Южная Корея)                                                            |
| Лучший режиссёр                      | Хирокадзу Корээда — «Пешком-пешком» / Still Walking (Япония)                                                                                       |
| Лучший режиссёр                      | Брилланте Мендоса — «Сервис» / Service (Филиппины)                                                                                                 |
| Лучший режиссёр                      | Хаяо Миядзаки — «Рыбка Поньо на утёсе» / Ponyo on the Cliff by the sea (Япония)                                                                    |
| Лучший режиссёр                      | Джон Ву — «Битва при Красных утёсах» / Red Cliff (Китай)                                                                                           |
| Лучший актёр                         | Гэ Ю — «Нечестных прошу не беспокоить» / If you are the one (Китай)                                                                                |
| Лучший актёр                         | Ха Чон У — «Преследователь» / The Chaser (Южная Корея)                                                                                             |
| Лучший актёр                         | Акшай Кумар — «Король Сингх» / Singh is Kinng (Индия)                                                                                              |
| Лучший актёр                         | Мацуяма Кэнъити — «Детройт, город металла» / Detroit Metal City (Япония)                                                                           |
| Лучший актёр                         | Масахиро Мотоки — «Ушедшие» / Departures (Япония)                                                                                                  |
| Лучший актёр                         | Сон Кан Хо — «Хороший, плохой, долбанутый» / The Good, the bad, the Weird (Южная Корея)                                                            |
| Лучшая актриса                       | Фукацу Эри — «Волшебный час» / The Magic Hour (Япония)                                                                                             |
| Лучшая актриса                       | Цзян Вэньли — «И придет весна» / And the Spring Comes (Китай)                                                                                      |
| Лучшая актриса                       | Дипика Падуконе — «С Чандни Чоука в Китай» / Chandni Chowk to China (Индия)                                                                        |
| Лучшая актриса                       | Саюри Ёсинага — «Кабэи — наша мать» / Kabei: Our Mother (Япония)                                                                                   |
| Лучшая актриса                       | Чжао Вэй — «Раскрашенная кожа» / Painted Skin (Китай / Гонконг)                                                                                    |
| Лучшая актриса                       | Чжоу Сюнь — «Любовь равна смерти» / The Equation of Love and Death (Китай)                                                                         |
| Лучшая мужская роль второго плана    | Ник Чун (Цзёнг Гафай) — «Охотник на зверей» / Beast Stalker (Гонконг)                                                                              |
| Лучшая мужская роль второго плана    | Чон Усон — «Хороший, плохой, долбанутый» / The Good, the Bad, the Weird (Южная Корея)                                                              |
| Лучшая мужская роль второго плана    | Ли Бёнхон — «Хороший, плохой, долбанутый» / The Good, the Bad, the Weird (Южная Корея)                                                             |
| Лучшая мужская роль второго плана    | Цуцуми Синъити — «Подозреваемый Икс» / Suspect X (Япония)                                                                                          |
| Лучшая мужская роль второго плана    | Ван Сюэци — «Навечно покоренная» / Forever Enthralled (Китай)                                                                                      |
| Лучшая женская роль второго плана    | Жаклин Хосе — «Сервис» / Service (Филиппины) |
| Лучшая женская роль второго плана    | Джина Пареньо — «Сервис» / Service (Филиппины) |
| Лучшая женская роль второго плана    | Кики Кирин — «Пешком-пешком» / Still Walking (Япония)                                                                                              |
| Лучшая женская роль второго плана    | Ким Джиён — «Момент вечности» / Forever the Moment (Южная Корея)                                                                                   |
| Лучшая женская роль второго плана    | Ю Аои — Sex Is No Laughing Matter (Япония) |
| Лучший дебютант                      | Мацуда Сёта — «Цветочки после ягодок: Финал» / Boys Over Flowers: the Movie (Япония)                                                               |
| Лучший дебютант                      | Сандрин Пинна — «Мяу-мяу» / Miao Miao (Тайвань / Гонконг)                                                                                          |
| Лучший дебютант                      | Со Джисоп — «Несмонтированный фильм» / Rough cut (Южная Корея)                                                                                     |
| Лучший дебютант                      | Сюй Цзяо — «CJ7» (Гонконг) |
| Лучший дебютант                      | Яанин Джиджа — «Шоколад» / Chocolate (Таиланд) |
| Лучший дебютант                      | Юй Шаоцюнь — «Навечно покоренная» / Forever Enthralled (Китай)                                                                                     |
| Лучший сценарий                      | На Хончжин — «Преследователь» / The Chaser (Южная Корея)                                                                                           |
| Лучший сценарий                      | Ли Цян — «И придет весна» / And the Spring Comes (Китай)                                                                                           |
| Лучший сценарий                      | Том Линь Шуюй, Хенри Цай Цзунхань — «Крылья сентября» / Winds of September (Тайвань / Гонконг)                                                     |
| Лучший сценарий                      | Киёси Куросава, Макс Манникс, Сатико Танака — «Токийская соната» / Tokyo Sonata (Нидерланды / Япония / Гонконг)                                    |
| Лучший сценарий                      | Митани Коки — «Волшебный час» / The Magic Hour (Япония)                                                                                            |
| Лучшая операторская работа           | Ато Сёити — «Пако и волшебная книга» / Paco and the Magical Book (Япония)                                                                          |
| Лучшая операторская работа           | Чжэн Чжаоцян (Цзэнг Сюкёнг) — «Воробей» / Sparrow (Гонконг)                                                                                        |
| Лучшая операторская работа           | Ли Могэ — «Хороший, плохой, долбанутый» / The Good, the bad, the Weird (Южная Корея)                                                               |
| Лучшая операторская работа           | Йола Дилевска — «Тюльпан» / Tulpan (Германия / Казахстан / Польша / Россия / Швейцария)                                                            |
| Лучшая операторская работа           | Ван Юй / Ю Ликвай — «Город 24» / 24 City (Китай)                                                                                                   |
| Лучший монтаж                        | Чэнь Цихэ (Чхань Кэйхап) — «Охотник на зверей» / Beast Stalker (Гонконг)                                                                           |
| Лучший монтаж                        | Уильям Чжан Шупин (Цзёнг Сукпхинг) — «Мяу-мяу» / Miao Miao (Тайвань / Гонконг)                                                                     |
| Лучший монтаж                        | Дария Данилова — «Баксы» / Native Dancer (Казахстан / Россия / Франция / Германия)                                                                 |
| Лучший монтаж                        | Валуйо Ихвандиардоно — «Воины радуги» / The Rainbow Troops (Индонезия)                                                                             |
| Лучший монтаж                        | Ким Сонмин — «Преследователь» / The Chaser (Южная Корея)                                                                                           |
| Лучшая работа художника-постановщика | Нитин Чандракант Десаи — «Джодха и Акбар» / Jodhaa Akbar (Индия)                                                                                   |
| Лучшая работа художника-постановщика | Кувадзима Товако — «Пако и волшебная книга» / Paco and the Magical Book (Япония)                                                                   |
| Лучшая работа художника-постановщика | Дэниэл Ли Жэньгн (Лэй Яньгонг) — «Троецарствие: Возрождение дракона» / Three Kingdoms: Resurrection of the Dragon (Китай / Гонконг / Южная Корея)  |
| Лучшая работа художника-постановщика | Билл Лэй Чусюн (Лой Чхохунг) — «Раскрашенная кожа» / Painted Skin (Китай / Гонконг)                                                                |
| Лучшая работа художника-постановщика | Танэда Ёхэй — «Волшебный час» / The Magic Hour (Япония)                                                                                            |
| Лучший саундтрек                     | Дальпалан, Чан Ёнгю — «Хороший, плохой, долбанутый» / The Good, the bad, the Weird (Южная Корея)                                                   |
| Лучший саундтрек                     | Ханно Ёсихиро, Линь Цян (Лим Гёнг) — «Город 24» / 24 City (Китай)                                                                                  |
| Лучший саундтрек                     | Дзё Хисаиси — «Рыбка Поньо на утёсе» / Ponyo on the Cliff by the sea (Япония)                                                                      |
| Лучший саундтрек                     | Генри Ли Юньвэнь (Лаи Ваньмань) — «Троецарствие: Возрождение дракона» / Three Kingdoms: Resurrection of the Dragon (Китай / Гонконг / Южная Корея) |
| Лучший саундтрек                     | А. Р. Рахман — «Джодха и Акбар» / Jodhaa Akbar (Индия)                                                                                             |
| Лучшие спецэффекты                   | Ким Ук — «Хороший, плохой, долбанутый» / The Good, the bad, the Weird                                                                              |
| Лучшие спецэффекты                   | Крейг Хэйс — «Битва при Красных утёсах» / Red Cliff (Китай)                                                                                        |
| Лучшие спецэффекты                   | Янагавасэ Масахидэ — «Пако и волшебная книга» / Paco and the Magical Book (Япония)                                                                 |